# Le Nouveau Monde
Le Nouveau Monde é um filme de drama produzido na França, dirigido por Alain Corneau e lançado em 1995.